# 3Bシリーズ (コンピュータ)

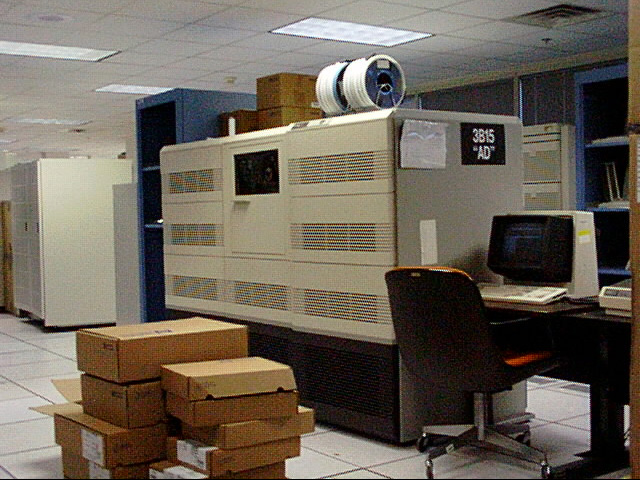
3B15コンピュータの写真

3Bシリーズコンピュータは、AT&Tコンピュータ・システムの子会社 ウェスタン・エレクトリック 社が、同社の UNIX オペレーティングシステムと社内のマイクロプログラムされた中央処理装置で使用するために製造したミニコンピュータの製品群である。製品ラインは主に3B20、3B5、3B15、3B2、3B4000の各モデルで構成されている。このシリーズは、通信用の一連の電子交換機 (ESS) の制御や、一般的な計算機用として、また、商用 UNIX の歴史的なソフトウェア移植基盤としての役割を果たしてきたことで注目されている。 

## 3B高可用性プロセッサ
3Bコンピュータのオリジナルシリーズには、Model 3B20C、3B20D、3B21D、および 3B21E が含まれている。 
3B (3B20D/3B20C/3B21D/3B21E) は、リアルタイム・オペレーティング・システムを搭載した32ビット・マイクロプログラム二重化 (冗長化) 高可用性プロセッサ・ユニットである。これは通信環境で使用され、1970年代後半にイリノイ州ライルの WECo 工場で最初に生産された。1982年に UNIX-RTR (Real Time Reliable (英語版) ) に改名された Duplex Multi Environment Real Time (DMERT (英語版) ) オペレーティングシステムを使用している。データ操作ユニット (DMU) は、AMD 2901 バイポーラ4ビットプロセッサ素子を使用して32ビットワードの算術演算と論理演算を提供した。最初の 3B20D は Model 1 と呼ばれた (末尾DはDuplexの意)。各プロセッサの制御ユニットは、2つのフレームの回路基板パックで構成されていた。全二重システムには、7フィート (2.1 m) の回路パックのフレームと、少なくとも1つのテープドライブフレーム (ほとんどの電話会社は請求書データを磁気テープに書き込んだ)、そして多くの洗濯機サイズ (写真のドアが開いている状態) のディスクドライブを必要とした。トレーニングやラボ用に 3B20D を2つの「半二重」システムに分けることができた。3B20S (末尾SはSimplexの意) は、半二重と同じハードウェアの大部分で構成されていたが、全く異なるオペレーティング・システムを使用していた。 
3B20C は、高可用性フォールトトレラント・マルチプロセッシング汎用コンピュータとして、1984年に商用市場で短期間販売された。3B20E は、このような高可用性を期待していなかった小規模オフィス向けに、コストを抑えた 3B20D を提供するために開発された。これは、スタンドアロンの汎用コンピュータ上で動作する仮想の「エミュレートされた」3B20D 環境で構成されていた (このシステムは多くのコンピュータに移植され、主にSun Microsystems社のSolaris環境で実行されている)。 
1980年代、1990年代、2000年代を通じて、3B20D UNIX-RTR システムには、ソフトウェアとハードウェアの両方で多くの改良が加えられた。その中には、ディスクに依存しない操作 (DIOP：冗長化された必須ディスクの二重故障後も通信などの重要なソフトウェア処理を継続できる機能) や、オフラインブート (半分に分割して、以前に使用した半分を起動し、ブート成功を確認する機能)、スイッチフォワード (以前に使用した半分に処理を切り替える機能) などの注目すべき機能が含まれていた。このプロセッサは 1992 年に再設計され、3B21D として改名された。それは、2STP、4ESS、5ESS (有線と無線の両方) などの多くのアルカテル・ルーセント製品のコンポーネントとして2016年現在も使用されている。 

## 汎用コンピュータ

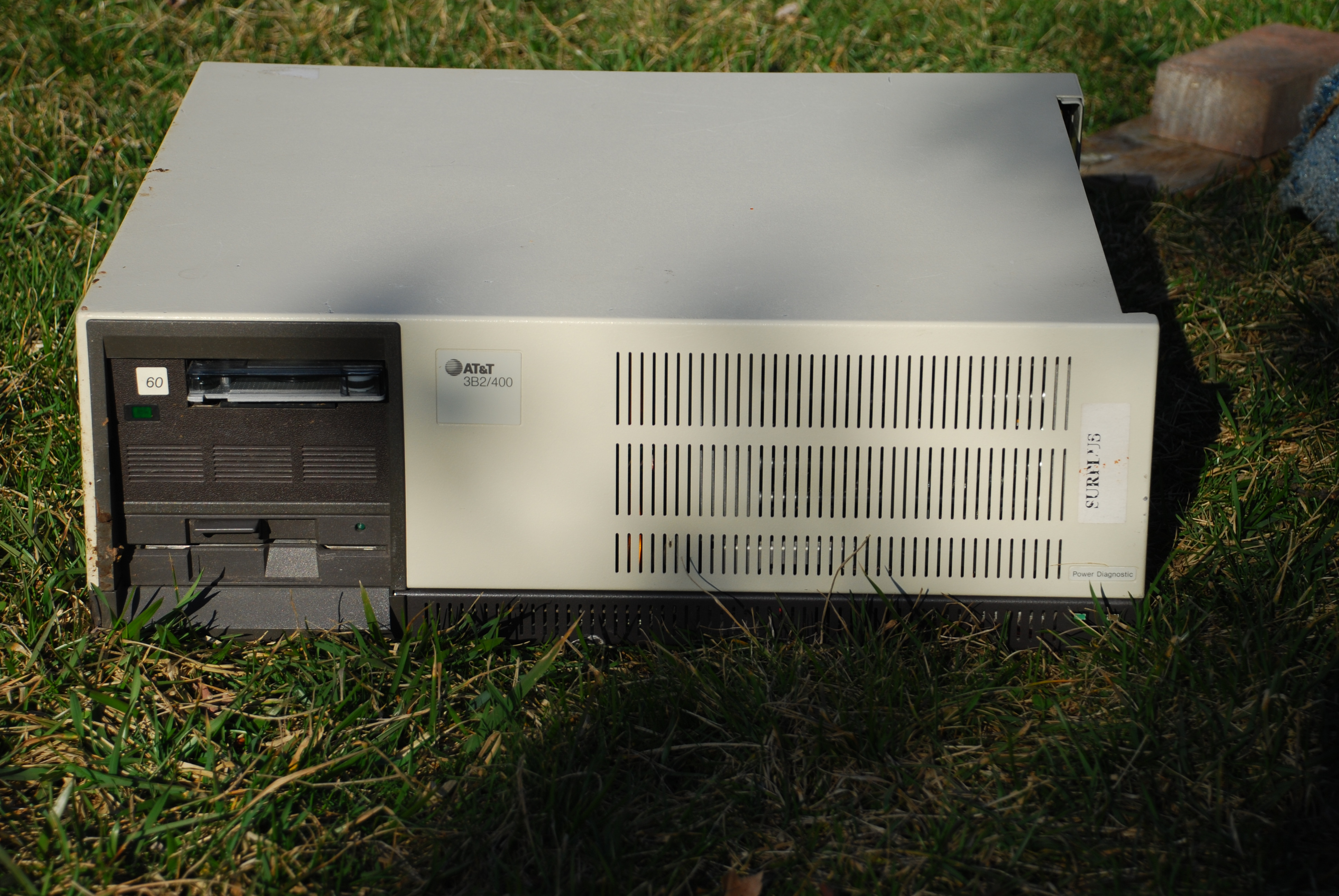
3B2 Model 400

3Bコンピュータシステムの汎用ファミリには、3B2、3B5、3B15、3B20S、および 3B4000 がある。 
これらのコンピュータは、成功した 3B20D にちなんで命名された。3B20S (simplex) は、UNIX オペレーティングシステムを使用して動作し、ベル研究所で開発され、1982年に WECo 社によって汎用の Bell System の内部使用向けに製造され、後にミニコンピュータ市場に導入された。他の 3Bコンピュータもこの市場のために作られ、最終的にはAT&T社の UNIX System V が動作するようになった。 

### 3B20S
3B20S は、3B20D とほぼ同じハードウェアを使用して構築された。機械の大きさはかなり大きな冷蔵庫ほどで、最低でも170平方フィート (15.8 m2) の床面積を必要とした。これは 1984年夏季オリンピックで使用され、約12台の 3B20S が、電子メッセージングシステムの電子メール要件を満たし、以前のオリンピックの人間ベースのメッセージングシステムを置き換えるために構築された。このシステムでは、約1800台のユーザー端末と200台のプリンタが接続されていた。 

### 3B2

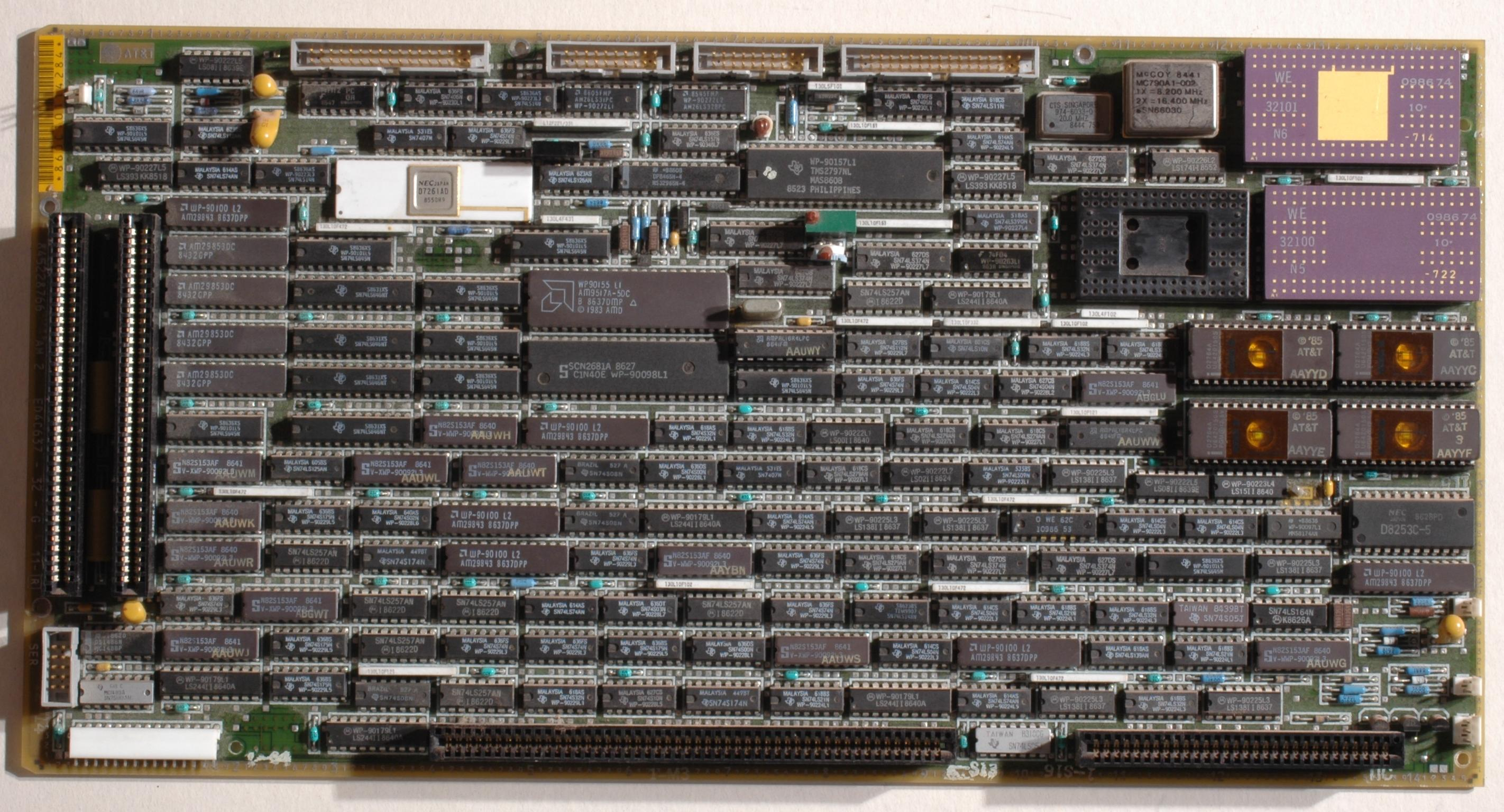
3B2/300マザーボード

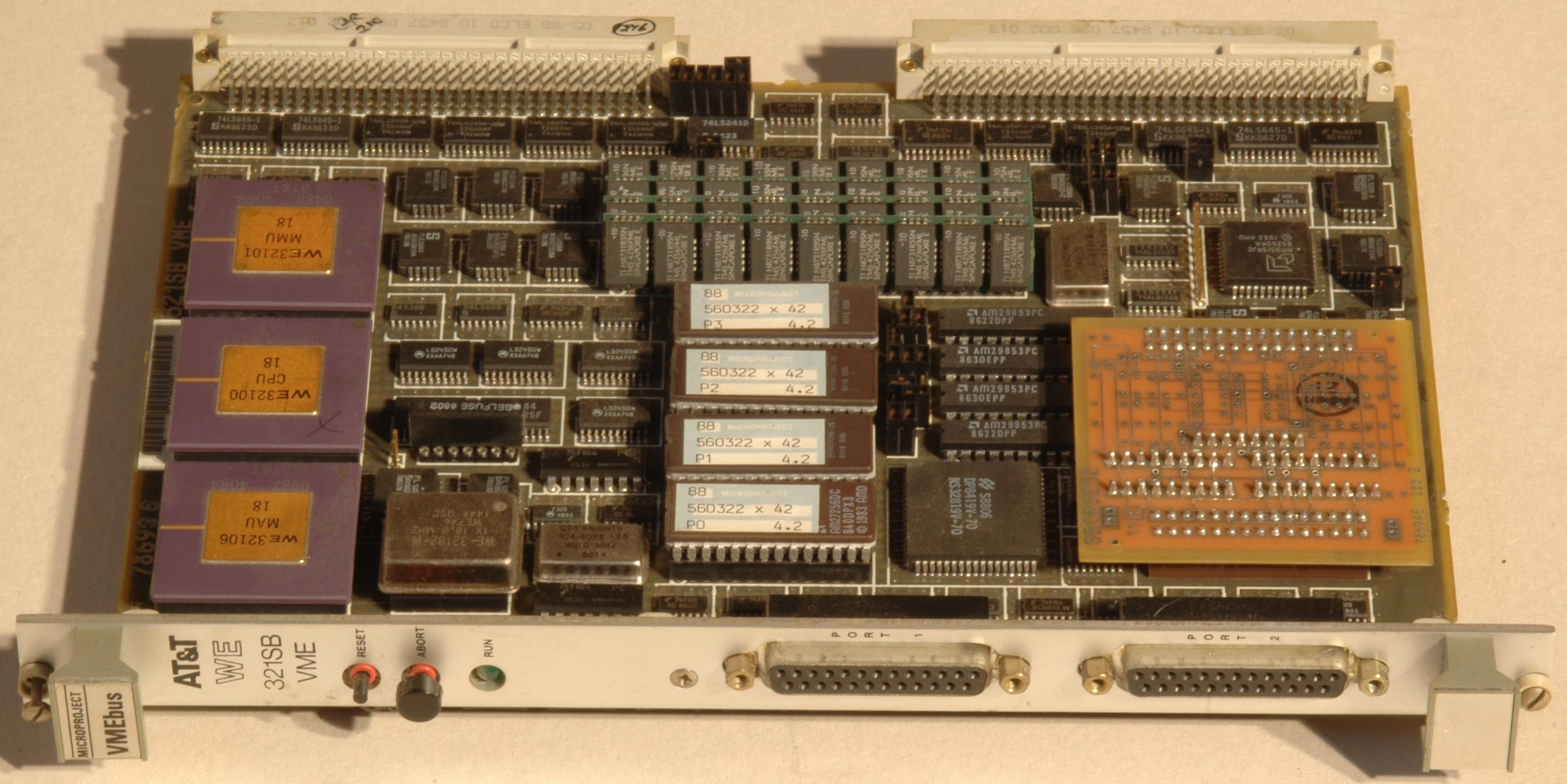
VME 3B2

3B2は、デマンドページング機能をサポートするメモリ管理チップを備えた WE-32000 (英語版)  32ビットマイクロプロセッサ を使用して導入された。Model 300は高さ約4インチ (100mm)、Model 400は高さ約8インチ (200mm) である。300はすぐに後継機となる 3B2/310 に取って代わられ、CPU には WE-32100 を搭載した。Model 400では、より多くの周辺機器スロットとより多くのメモリを搭載することができた。また、フロッピーディスクコントローラ (フロッピーテープと呼ばれる) で管理される 23メガバイトの QIC テープドライブが組み込まれていた。これら3つのモデルは、標準的な MFM 5+1⁄4インチハードディスクドライブを使用していた。3B2/600 は、性能と容量が向上した。60メガバイトの QIC テープ用の SCSI コントローラと、2台のフルハイトディスクドライブを内蔵した。600 は 400 の約2倍の高さがあり、テープとフロッピーディスクドライブをバックプレーンの反対側に配置した (3xx、4xx、およびそれ以降の500モデルのように直角に配置するのではなく)。初期のモデルでは、内蔵 Emulex カードを使用して SCSI コントローラと ESDI ディスクを接続し、その後のモデルでは SCSI ドライブを直接使用した。3B2/500 が次に登場したモデルで、基本的には、400ケースに収まるように十分なコンポーネントが取り外された 3B2/600 である。この変換では、1つの内蔵ディスクドライブといくつかのバックプレーンスロットが犠牲になった。600 とは異なり、2つの大きなファンがあるために非常に大きな音を出したが、500 は 400 と同様にオフィス環境では許容範囲内であった。3B2/700 は、600 のアップグレード版で、わずかに高速なプロセッサを搭載した。3B2/1000 は、この方向へのさらなる一歩となった。 

### 3B5
3B5 は、古いウエスタンエレクトリック社の WE-32000 (英語版)  32ビットマイクロプロセッサを使用して構築された。初期バージョンでは、ゲートアレイを使用して構築された個別のメモリ管理ユニットのハードウェアを持ち、セグメントベースのメモリ変換をサポートしていた。I/Oは、メモリマップ技術を使用してプログラムされた。機械はおおよそ食器洗い機のサイズだが、リールツーリールのテープドライブを追加すると、冷蔵庫のサイズになった。 
これらのコンピュータは SMD (英語版)  ハードドライブを使用していた。 

### 3B15
3B15は、3B5よりも高速な後継機であるが、同様に大きなフォームファクタを持っていた。 

### 3B4000
3B4000は、WEシリーズ32x00 32ビットプロセッサを使用した「密結合」(snugly-coupled)アーキテクチャをベースとした高可用性サーバであった。内部的には「Apache」として知られていた3B4000は、3B15の後継機であり、当初は3B15をマスタープロセッサとして使用してた。 1980年代半ばにインディアンヒルズウエストの施設で高性能コンピュータ開発ラボによって開発されたこのシステムは、複数の高性能 (当時)プロセッサボードで構成されており、補助プロセッシング部位 (APE) と補助コミュニケーション部位 (ACE) が搭載されていた。これらの補助プロセッサは、SCSI (APE) とシリアルボード (ACE) 用のドライバを備えたカスタマイズされたUNIXカーネルを実行した。これらの処理ボードは、20MHzで動作する冗長低遅延パラレルバス (ABUS) によって相互接続されていた。また、補助プロセッサ上で動作するUNIXカーネルは、処理ユニット間でプロセスをフォーク/実行できるように変更された。システムコールと周辺機器ドライバも拡張され、プロセスがABUSを介してリモートリソースにアクセスできるようになった。 ABUSはホットスワップ可能なので、システムをシャットダウンすることなくプロセッサを追加したり交換したりすることができた。動作中に補助プロセッサの1つが故障した場合、システムは故障した部位上で動作していたプログラムを検出して再起動することができた。
3B4000 は大幅な拡張が可能であり，1つのテストシステム (ストレージを含む) は 17段の中位高キャビネットを占有した。システムの性能は、一般に、処理部位の追加とともに直線的に増加したが、真の共有メモリ機能がないために、深刻な性能低下を避けるため、この機能に大きく依存するアプリケーションを書き換える必要があった。

## 3B1デスクトップワークステーション
1985年、AT&Tは、AT&T UNIX PC (英語版)  と正式に命名されたデスクトップコンピュータを発表し、しばしば 3B1 と呼ばれた。ただし、このワークステーションはハードウェア的には 3B ラインとは無関係であり、Motorola 68010 マイクロプロセッサをベースにしていた。Convergent Technology 社による Unix System V Release 2 の派生版を使用していた。このシステムは PC-7300 としても知られていた。このシステムは、オフィス環境での生産性向上ツールとして、また電子通信センターとしての使用を目的に設計された。 

## 参照項目
- AT&T Computer Systems (英語版)
- アルトスコンピュータシステム (英語版)
- 4ESSスイッチ (英語版)
- 5ESSスイッチ (英語版)  スイッチングシステム
- WE 32100 (英語版) マイコン
- DMERT (英語版) オペレーティングシステム